# 林宜螢
林宜螢，射箭運動員，主攻反曲弓，曾代表中華民國參加1992年奧運、1996年奧運、2000年奧運的射箭項目，個人最佳記錄為世界排名93名，後來轉任教練，曾在桃園永豐高中擔任學務主任，並創立射箭隊。